# Cyclon (Belgisch motorfietsmerk)
Cyclon (of Cyclone) is een Belgisch historisch merk van motorfietsen.
Cyclonette is een Belgisch historisch merk van motorfietsen en bromfietsen.
De bedrijfsnaam was: Etablissementen Moorkens NV (FAMO), Berchem (Antwerpen).
De firma Moorkens was de Belgische importeur van Ariel, BSA, DKW, DMF, Excelsior, Panther, Sunbeam, Terrot, Vincent-HRD en Zündapp.

## Cyclon (1952 - 1955)
In navolging van het succes van de DKW RT 125 (die na de Tweede Wereldoorlog o.a. door BSA was gekopieerd en als BSA Bantam door het leven ging) wilde ook Moorkens een dergelijk machientje op de markt brengen. De motorfiets, die "Cyclon" ging heten, werd ontwikkeld door vader en zoon René en André Milhoux. De motorblokjes kwamen zelfs van DKW en BSA. Mogelijk werden de motorfietsjes alleen bij Moorkens geassembleerd uit elders geproduceerde onderdelen.
- Andere merken met de naam Cyclon, zie Cyclon (Berettyóújfalu) - Cyclon (Berlijn).

## Cyclonette/Cyclonette-Zündapp (1958 - 1962)
In deze jaren maakte Moorkens bromfietsen met 48 cc Zündapp-motortjes. Ze waren geïnspireerd door de Zündapp Combinette, maar omdat Moorkens de frames in Italië bestelde was de Cyclonette goedkoper dan de Zündapp. De Cyclonette werd in Nederland geïmporteerd door Henk van Veen en het eenpersoons basismodel "Comfort" kostte in 1961 ƒ 548,-, terwijl de Zündapp 150- à 200 gulden duurder was. Daarnaast was er het iets duurdere model "Familiale", waarschijnlijk met twee zadels of een duozadel. Men maakte ook sportbrommers, de Cyclonette Super Sabre, de Cyclonette Sport en de Cyclonette Grand Sport. De Cyclonette bromfietsen kregen nooit meer dan twee versnellingen, waarschijnlijk omdat Zündapp die niet wilde leveren uit angst voor te grote concurrentie.